# Гостевский, Леонид Иванович
Леонид Иванович Гостевский — 
советский хозяйственный, государственный и политический деятель, генерал-майор.

## Биография
Родился в 1923 году в деревне Анисимовская. Член КПСС.
С 1939 года — на хозяйственной, общественной и политической работе. В 1939—1988 гг. — заведующий Давыдовской начальной школой, участник Великой Отечественной войны в 24-й воздушно-десантной бригаде 10-го воздушно-десантного корпуса, оперуполномоченный, заместитель начальника отделения УМГБ Белорусской ССР по Барановичской области, работник  центрального аппарата МГБ Белорусской ССР и УКГБ при СМ Белорусской ССР по Минской области, заместитель начальника УКГБ при СМ Белорусской ССР по Брестской области, начальник УКГБ при СМ Белорусской ССР по Витебской области, начальник УКГБ при СМ Белорусской ССР по Брестской области, 1-й заместитель председателя КГБ Белорусской ССР. 
Избирался депутатом Верховного Совета Белорусской ССР 10-11-го созывов.
Умер в Минске в 2004 году.